# Грозный (аэропорт)
Междунаро́дный аэропо́рт Гро́зный (Северный) им. Ахмата-Хаджи Кадырова (чечен. Соьлжа-ГӀалин дуьненаюкъара аэропорт; ИАТА: GRV, ИКАО: URMG) — международный аэропорт федерального значения в северной части Грозного.

## История

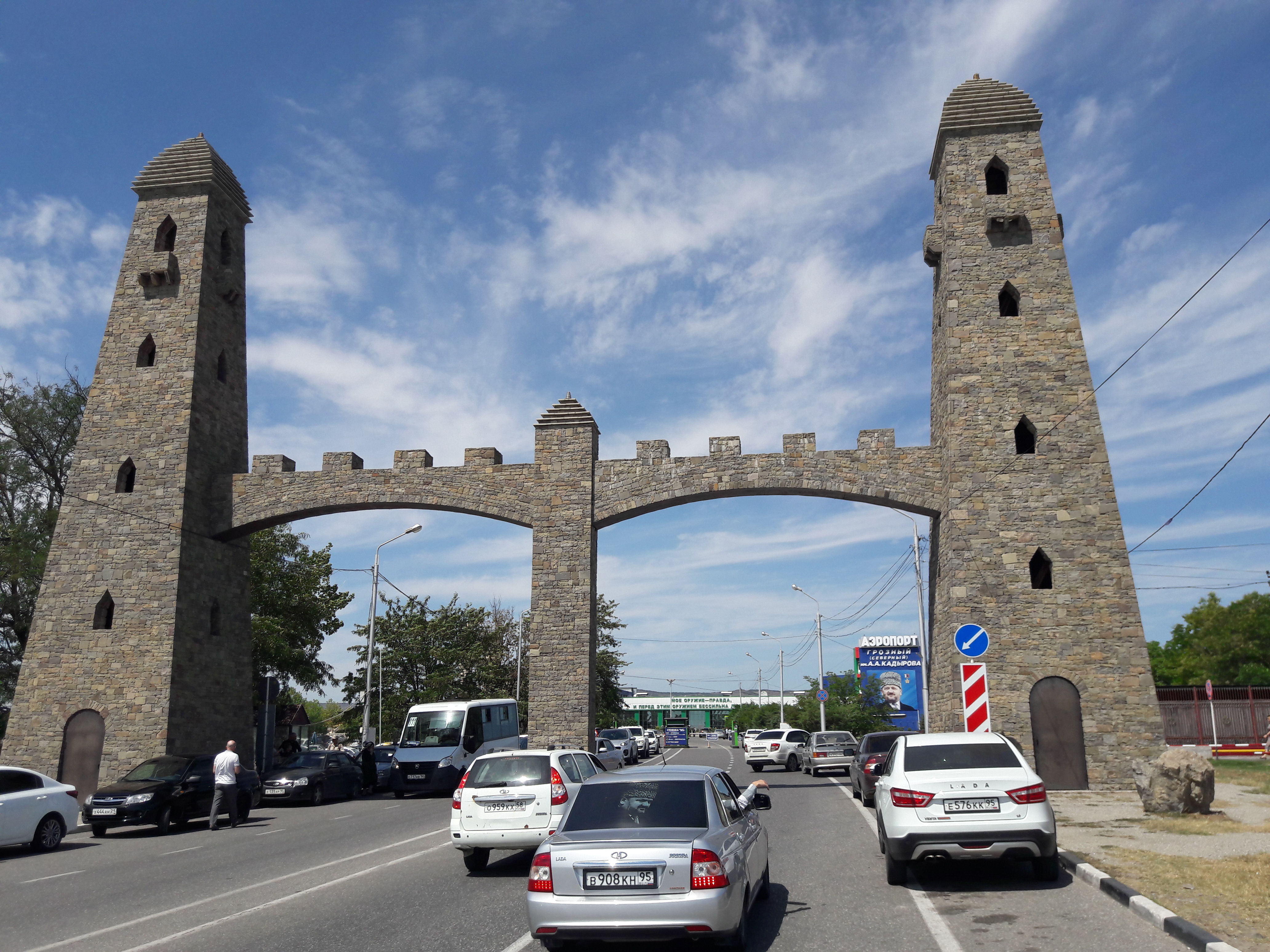
Въезд на территорию аэропорта

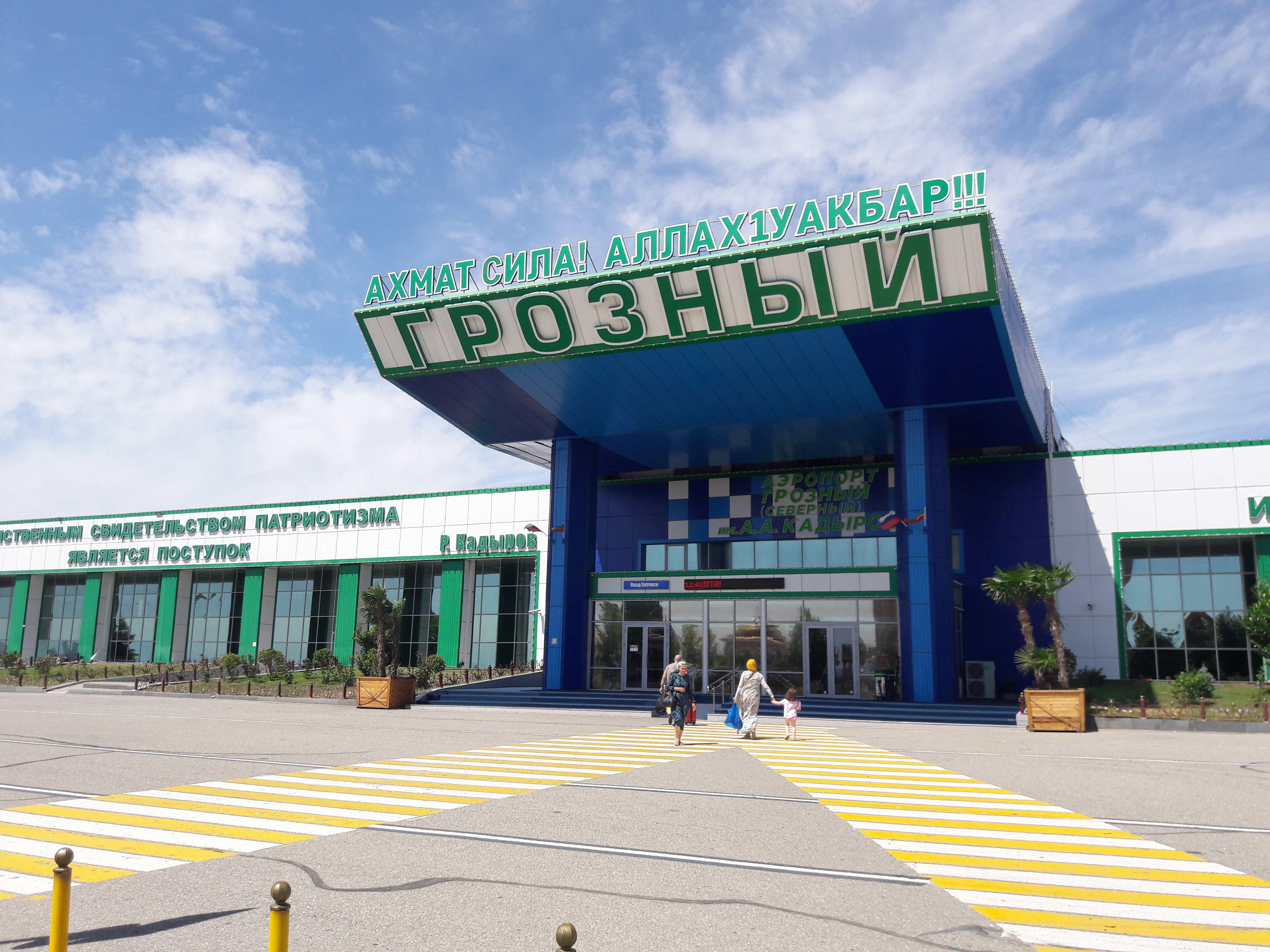
Вход в аэровокзал

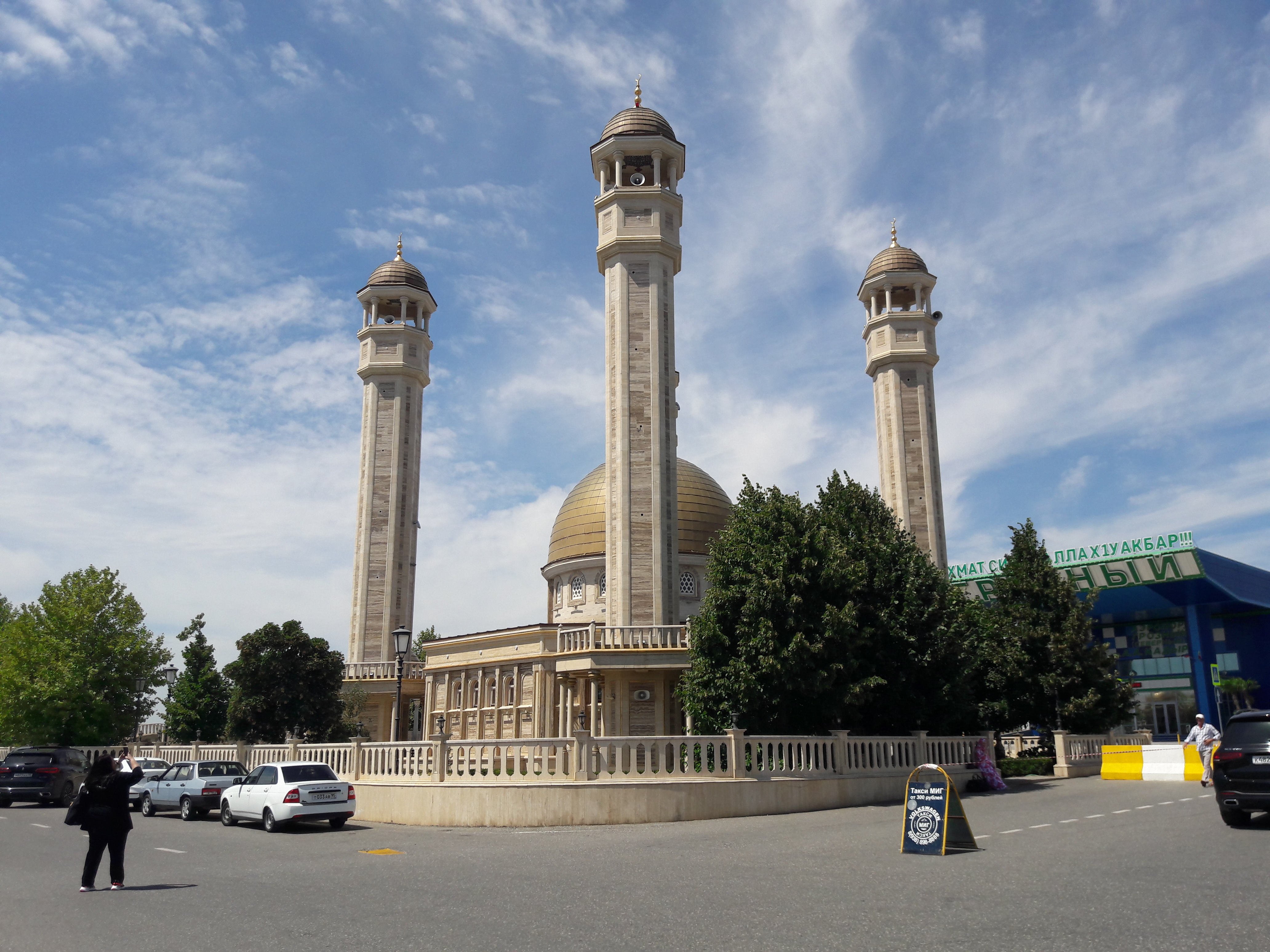
Мечеть на территории аэропорта

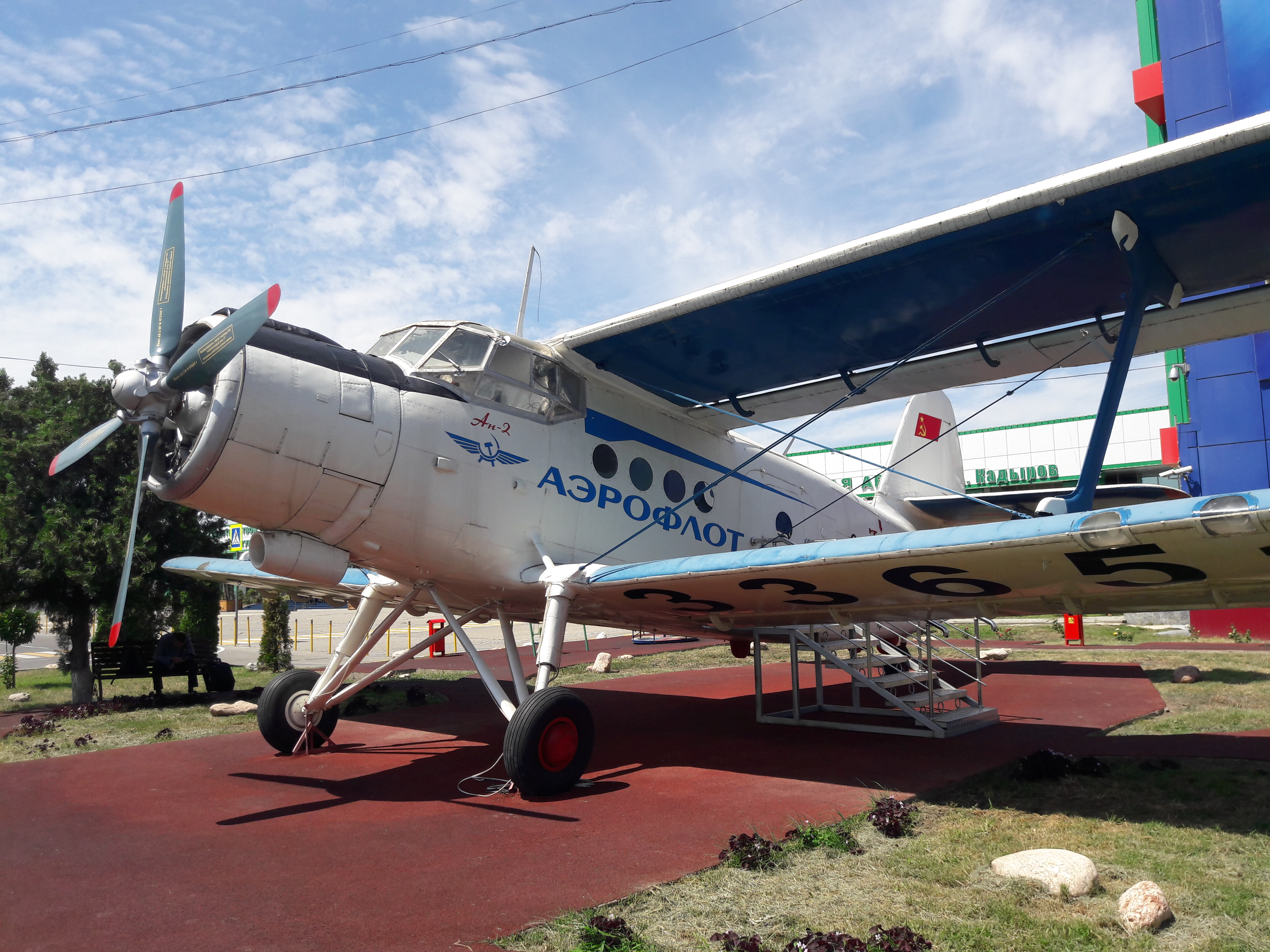
Самолёт Ан-2 на территории аэропорта

Впервые Грозненское авиапредприятие «Аэропорт Грозный» начало свою работу в 1938 году, когда на самолётах Р-5 и У-2 стали осуществляться первые почтовые перевозки и санитарные рейсы. Через некоторое время стали осуществляться полёты для нужд сельского хозяйства. До 1977 года Грозный имел аэропорт только с грунтовой взлётно-посадочной полосой, на которую могли приниматься только самолёты Ли-2, Ил-14, Ан-24, Як-40 и Ан-10.
В 1977 году был введен действие новый аэропортовый комплекс с искусственной взлётно-посадочной полосой и базированием пассажирских авиалайнеров Ту-134, связавших Чечено-Ингушскую АССР с регионами СССР.
В 1991—1994 годах и во время войн 1994—2000 годов аэропорт несколько раз менял своё название:
- 1991 год — аэропорт Шейх Мансур;
- 1995 год — аэропорт Северный;
- 1996 год — аэропорт Шейх Мансур;
- 2000 год — аэропорт Северный.

В соответствии с реестром топонимов именуется как аэропорт Грозный (Северный).
Вся инфраструктура и лётное поле существенно пострадали во время боевых действий против чеченских вооружённых формирований, которые захватили аэропорт 8 сентября 1991 года и удерживали его до 30 сентября 1994 года.
1 декабря 1994 года российская военная авиация нанесла авиаудары по чеченским аэродромам, включая аэропорт Грозного. В результате ударов был уничтожен в том числе весь флот  авиакомпании Stigl, созданной в 1992 году руководством непризнанной Чеченской Республики Ичкерия на базе Грозненского ОАО Аэрофлота, за исключением борта 65039.
После окончания Второй чеченской войны и начала мирной жизни в республике, развивалось постепенное восстановление аэропорта. В 2000 г. было создано ФГУ «Дирекция по восстановлению аэропорта Грозный „Северный“» под руководством Гакаева Аднана Вахидовича.
В течение 1999—2006 годов взлётно-посадочная полоса была расширена и удлинена, была создана современная дренажная система. Появился аэропортовый комплекс, способный принимать Ту-154 и Ил-62.
6 марта 2002 года распоряжением Минтранса России № НА-76-р был дан старт полномасштабному восстановлению объектов.
5 октября 2006 года день сдачи аэропорта в эксплуатацию был назначен в память о выборах Президента республики Ахмата Кадырова. В этом же году аэропорт Северный был переименован в аэропорт Грозный.
19 февраля 2007 года по распоряжению ФАВТ № АЮ-19 от 19.02.2007 г. выдано свидетельство о государственной регистрации и годности аэродрома Грозный (Северный) к эксплуатации. Аэродрому присвоен класс В. Получен допуск к приёму самолётов Ту-134 и вертолётов всех типов, днём и ночью, круглый год.
29 ноября 2007 года аэропорт Грозный получил допуск к приёму воздушных судов Ту-154.
6 ноября 2009 года Межгосударственный авиационный комитет (МАК) выдал аэродрому международный сертификат.
23 августа 2021 года аэропорту Грозного присвоено имя президента Чеченской Республики Ахмат Абдулхамидовича Кадырова.
В 2022 году началось сооружение новой ВПП размером 3200 Х 45 м и нового аэровокзала площадью 40 тыс. м². Работы предполагается завершить в 2025 году.

## Пункты назначения
| Авиакомпания         | Пункт назначения                   | Частота выполнения          | Номер рейса     | Тип воздушного судна          |
| -------------------- | ---------------------------------- | --------------------------- | --------------- | ----------------------------- |
| Аэрофлот             | Москва Шереметьево                 | Ежедневно                   | SU-1498 SU-1499 | Airbus A320                   |
| ЮТэйр                | Москва Внуково                     | Ежедневно                   | UT-355 UT-456   | Boeing 737-500                |
| ЮТэйр                | Москва Внуково                     | Ежедневно                   | UT-399 UT-400   | Boeing 737-500                |
| ЮТэйр                | Москва Внуково                     | Ежедневно                   | UT-561 UT-562   | Boeing 737-500                |
| Азимут               | Ростов-на-Дону Платов (аэропорт)   | Понедельник, пятница        | AZO-209 AZO-210 | Sukhoi Superjet 100           |
| Азимут               | Санкт-Петербург Пулково (аэропорт) | Среда, пятница, воскресение | AZO-604 AZO-603 | Sukhoi Superjet 100           |
| Avia Traffic Company | Бишкек Манас                       | Вторник                     | YK-787 YK-788   | Boeing 737-300                |
| Pegasus Airlines     | Стамбул Сабиха Гёкчен              | Ежедневно                   | PC-400 PC-401   | Boeing 737-800                |
| Air Arabia           | Шарджа Шарджа (аэропорт)           | Вторник, пятница            | ABY-905 ABY-906 | Airbus A320neo Boeing 737-800 |

## Технические характеристики аэропорта
Аэропорт располагает одной взлётно-посадочной полосой размерами 2500×45 метров, оборудованной курсо-глиссадной системой СП-90, светосигнальной системой высокой интенсивности фирмы «Транскон» (Чехия), автоматизированной метеорологической системой «Крамс», что позволяет принимать воздушные суда с высокой регулярностью и безопасностью полётов.

## Принимаемые типыВС
Самолёты: Ан-12, Ан-24, Ан-26, Ан-72, Ан-74, Ан-140, Ан-148, Ил-76, Ил-114, Ту-134, Ту-154, Як-40, Як-42, Airbus A319, Airbus A320, Airbus A321, ATR 42, ATR 72, Boeing 737, Boeing 757, Bombardier CRJ 100/200 и все более лёгкие, вертолёты всех типов.

## Показатели деятельности
| год             | 2014  | 2015  | 2016  | 2017  | 2018  | 2019 | 2020 | 2021  | 2022  | 2023 |
| тыс. пассажиров | 247,8 | 204,3 | 207,8 | 283,2 | 458,0 | 475  | 315  | 713,8 | 777,3 | 1000 |
| Источники:      |       |       |       |       |       |      |      |       |       |      |

## Перспективы развития
В будущем планируется на прилегающей территории к аэропорту построить пятизвездочную гостиницу и создать современную парковку для автомобилей. Также в планы по развитию аэродрома входит удлинение ВПП на 1100 метров, что позволит аэропорту принимать самолёты практически всех типов.

## Происшествия и катастрофы
- 25 декабря 1993 года самолёт Ту-154Б-2 бортовой номер RA-85296 авиакомпании Аэрофлот, выполнявший рейс Москва — Грозный, совершил грубую посадку — подломилась передняя стойка шасси. Заход на посадку выполнялся в сложных метеоусловиях. На борту находилось 172 человека, в том числе 7 членов экипажа, никто не пострадал.[25]
- 3 июля 2011 года при заходе на посадку экипаж воздушного судна сообщил авиадиспетчеру об ослепляющем лазерном луче, направленном на самолёт. В результате был задержан житель станицы Петропавловская 1994 года рождения, который своими хулиганскими действиями поставил под угрозу безопасность захода самолёта на посадку.[26] Интересным последствием данного происшествия стало то, что 5 июля Президент Чеченской Республики Рамзан Кадыров распорядился убрать из продажи на территории республики все лазерные указки.[27]
- 20 ноября 2011 года произошла аварийная посадка (отказ среднего двигателя) самолёта Як-42 Грозный-Авиа, выполнявшего рейс Стамбул — Грозный. На борту находились 113 пассажиров и 7 членов экипажа, пострадавших нет.[28]